# Kendal Ozzel
Admiraal Kendal Ozzel is een personage uit Star Wars. Zijn enige optreden was in Star Wars: Episode V: The Empire Strikes Back waar zijn rol werd vertolkt door de schotse acteur Michael Sheard. Kendal Ozzel was een vlootadmiraal in het Galactisch Keizerrijk en bevelhebber van de rijksvloot op het vlaggenschip van Darth Vader, de Super Star Destroyer Executor.

## Episode V: The Empire Strikes Back
Ozzel maakte een serie van strategische blunders, waaronder het te snel naderden van de planeet Hoth, waardoor de Rebellenalliantie wist dat de Keizerlijke vloot onderweg was. Darth Vader noemde hem zowel dom als dwaas en executeerde hem vervolgens door via een schermverbinding zijn keel dicht te knijpen met behulp van de Duistere Kant van de Kracht. Ozzel werd opgevolgd door Admiraal Firmus Piett.